# Postbrücke (Meran)

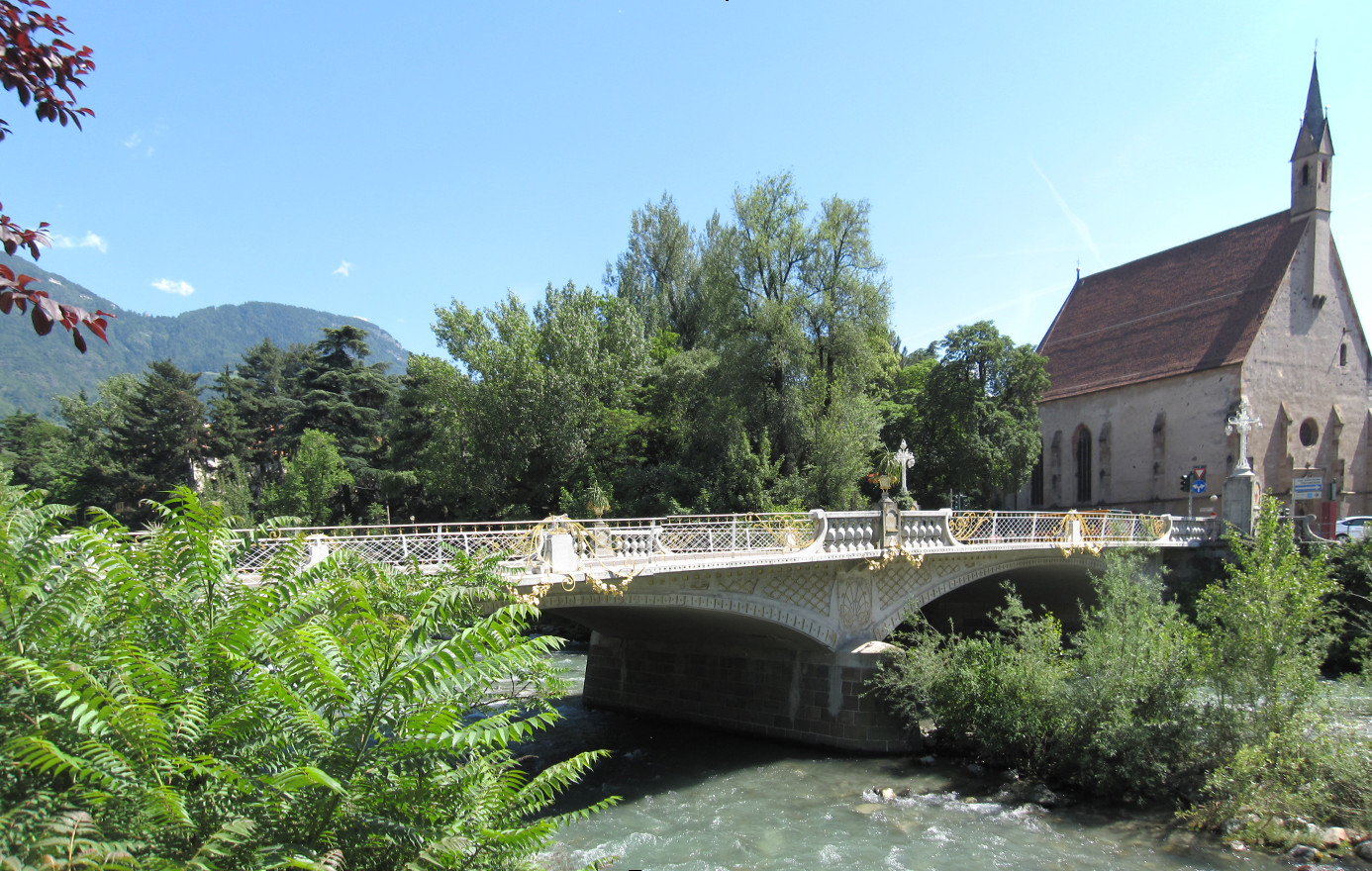
Die Postbrücke in Meran

Die Postbrücke ist eine historische Brücke über die Passer in Meran (Südtirol, Italien), die den der Altstadt vorgelagerten Sandplatz mit Untermais im Bereich der Heiliggeistkirche verbindet.

## Geschichte
Die Brücke wurde 1909 von Stadtbaumeister Theodor Fischer erbaut und diente als wichtiger östlicher Zugang zur Altstadt. Sie ersetzte eine frühere Holzbrücke und wurde von den Meraner Kaufleuten initiiert, um die Verbindung zwischen der Heiliggeistkirche und dem Sandplatz zu verbessern.

## Architektur

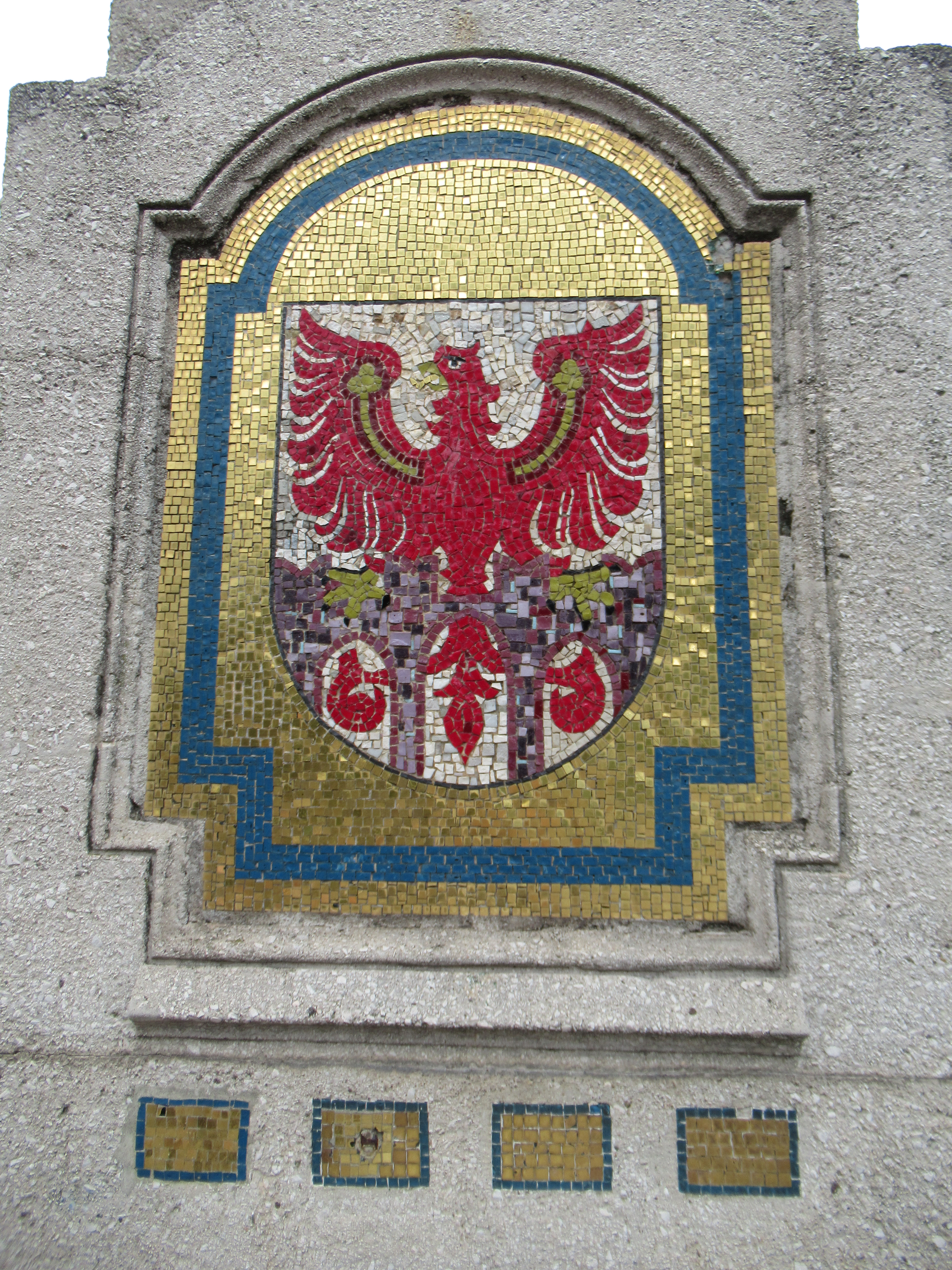
Mosaik des Tiroler Adlers auf der Postbrücke

Die Postbrücke ist eine Flachbogenbrücke aus Eisenbeton mit schmiedeeisernen Schmuckelementen und einer Balustrade, die teilweise aus Kunststein gefertigt ist.
Sie ruht auf drei Pfeilern, die sich an den beiden Flussufern und in der Mitte des Flusses befinden. Die Brücke verfügt über zwei Bögen, die seitlich mit geometrischen Motiven in Weiß und Gold verziert sind. Ein besonderes Merkmal ist das weiß gestrichene Geländer aus Gusseisen mit goldfarbenen Applikationen in Blumenmustern.

## Bedeutung
Die Postbrücke stellt eine wichtige Verbindung zwischen der Heiliggeistkirche und dem Sandplatz dar und ist ein bedeutendes Beispiel für den floralen Jugendstil in Meran.